# Beaumaris Bay

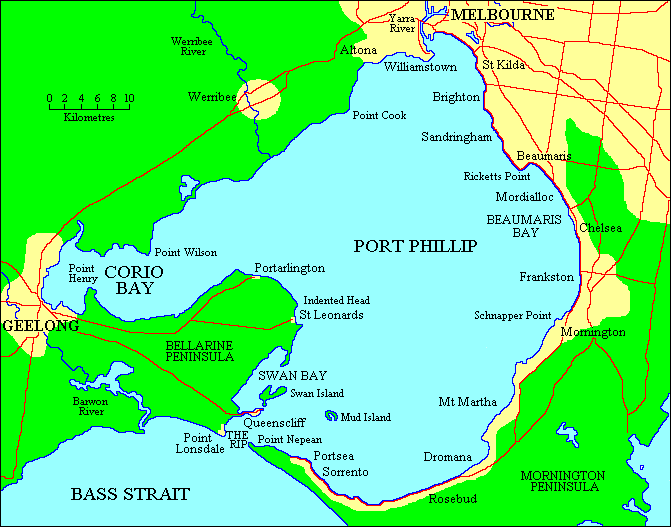
Port Phillip e Beaumaris Bay ad est

Beaumaris Bay è una baia nella zona di Port Phillip, nello stato di Victoria, Australia.
Questa baia fa barte di un insieme di insenature presenti tutte nella baia di Port Phillip, che contiene al suo interno anche la baie di Corio Bay, St Kilda Beach, Brighton Beach, Hobson's Bay e altre.